# Crossogaster odorans
Crossogaster odorans är en stekelart som beskrevs av Wiebes 1981. Crossogaster odorans ingår i släktet Crossogaster och familjen fikonsteklar.
Artens utbredningsområde är:
- Zambia.
- Zimbabwe.

Inga underarter finns listade i Catalogue of Life.